# Atong Rinchen Gyaltsen
Atong Rinchen Gyaltsen, tibétain : ཨ་ཀྲོང་རིན་ཆེན་རྒྱལ་མཚན, Wylie : a krong rin chen rgyal mtshan,  né le 23 juillet 1981 à Drachen dans l'ancienne province tibétaine du Kham, au Tibet est un homme politique tibétain. 

## Biographie
Il a appris la médecine tibétaine et les rituels religieux. En 2005, il s'est enfui en Inde où il a étudié les sutra et tantra bön au monastère de Menri pendant 15 ans. Après avoir terminé ses études en 2020, il a reçu un diplôme de guéshé (équivalent à un doctorat).
Il est membre de la 17e assemblée tibétaine du Parlement tibétain en exil où représente la religion bön.
En décembre 2021, il était un des six députés tibétains en visite à New Delhi pour participer à la relance du Forum parlementaire indien multipartite pour le Tibet.